# Efect piezoelectric

Efect pezoelectric direct: prin comprimare mecanică apare o încărcătură pozitivă (Q+) și negativă (Q-), formîndu-se un dipol și apărând o diferență de potențial

Efectul piezoelectric, care apare la o comprimare a unui cristal, iar efectul piroelectric, care apare la o modificare de temperatură ΔT, se manifestă la unele cristale piezoelectrice, cauzând apariția unei polarizări electrice, formându-se o diferență de potențial cu generare de curent electric.
Efectul piezoelectric este pus în evidență prin apariția unei diferențe de potențial electric la capetele unui dielectric sau feroelectric atunci când asupra lui acționează o forță de compresiune mecanică.
Diferența de potențial se datorează polarizării electrice a materialului piezoelectric sub acțiunea deformatoare a solicitării mecanice externe.
Polarizarea electrica consta în apariția unor sarcini electrice pe suprafața materialelor piezoelectrice supuse acțiunii forțelor de întindere. 
Efectul piezolelectric  poate fi :
- direct;
- indirect;

Direct este atunci când materialele  monocristaline sunt supuse acțiunii unei presiuni mecanice ce generează tensiuni mecanice iar indirect este atunci când sub acțiunea unui câmp electric suferă o deformare mecanică. 